# 黄琅镇
黄琅镇，是中华人民共和国四川省凉山彝族自治州雷波县下辖的一个乡镇级行政单位。2020年6月，撤销马湖乡、中田乡，将原马湖乡和原中田乡所属行政区域划归黄琅镇管辖。

## 行政区划
黄琅镇下辖以下地区：
环街社区、黄琅村、太平村、大海村、后海村和三海村。

## 特产
马湖莼菜：中国地理标志产品。